# Thecocarcelia oculata
Thecocarcelia oculata là một loài ruồi trong họ Tachinidae.